# Paramon
Paramon – imię męskie pochodzenia greckiego, gr. Παραμονος. Wywodzi się od słowa παραμονη (paramone) oznaczającego  "stałość, wytrzymałość". Wśród patronów - św. Paramon (III wiek).
Paramon imieniny obchodzi 29 listopada.